# Italochrysa conflexa
Italochrysa conflexa är en insektsart som beskrevs av Author?, [0000. Italochrysa conflexa ingår i släktet Italochrysa och familjen guldögonsländor. Inga underarter finns listade i Catalogue of Life.